# Стрелково оръжие
Стрелково оръжие се нарича оръжието, с което може да се произведе изстрел или да се води стрелба.
Има много класификации и дефиниции за това какво е стрелково оръжие. Най-често за стрелково оръжие се счита онова „оръжие, което може да произведе изстрел“. Много от авторите считат за стрелково единствено онова оръжие, което може да бъде носено от един човек, но по-често за тази група оръжия се използва термина леко стрелково оръжие.
Класификацията също е най-разнообразна и често разделяща го по противоречащи принципи. Несъмнено обаче огнестрелните оръжия винаги са считани за отделна ясно обособена група, с типични характеристики и прецизна дефиниция. Една от по-разпространениете и практически употребявани класификации е според източника на енергията, използвана за извършване на изстрела, и тя е следната:
- Неогнестрелни оръжия – Потенциалната енергия от деформирането на еластична материя се предава като кинетична на изхвърляното тяло (стрела, камък и др.).
  - Метателни оръжия – Потенциалната енергия от деформирането на еластично твърдо тяло се предава като кинетична на изхвърляното тяло (стрела, камък и др.). В тази група са ловната прашка, лък, арбалет и др.
  - Въздушни (пневматични) оръжия – Потенциалната енергия от налягането на сгъстен въздух или друг газ се предава като кинетична на сачмата. В тази група се намират различните типове въздушни пушки и пистолети.
  - Метателни средства – превръщането на един вид движение в друг. (прашка с въртене и др.)
- Огнестрелни оръжия – Потенциалната енергия от налягането на газовете, отделени при изгарянето на барута (или друго вещество), се предава като кинетична на куршума (граната, ракета, снаряд или друго).
  - Огнестрелни оръжия с метателен заряд – Потенциалната енергия от налягането на газовете, отделени при изгарянето на барута (или друго вещество), се предава като кинетична на куршума, като зарядът изгаря в самото оръжие или в специална гилза.
  - Стрелкови оръжия на реактивен принцип – Потенциалната енергия от налягането на газовете, отделени при изгарянето на барута (или друго вещество), се предава като кинетична на снаряда (граната, ракета или друго), като снарядът носи със себе си заряда.
- Алтернативни оръжия – Използваната енергия е електромагнитно излъчване, звукови вълни, електрическа или др.

Също така има много примери на оръжия, комбиниращи тези принципи, като Ръчния противотанков гранатомет – РПГ, който използва един заряд за придаване на начална скорост на гранатата и след определено разстояние се запалва нейния собствен заряд и ѝ придава допълнителна скорост.